# Arezu Weitholz

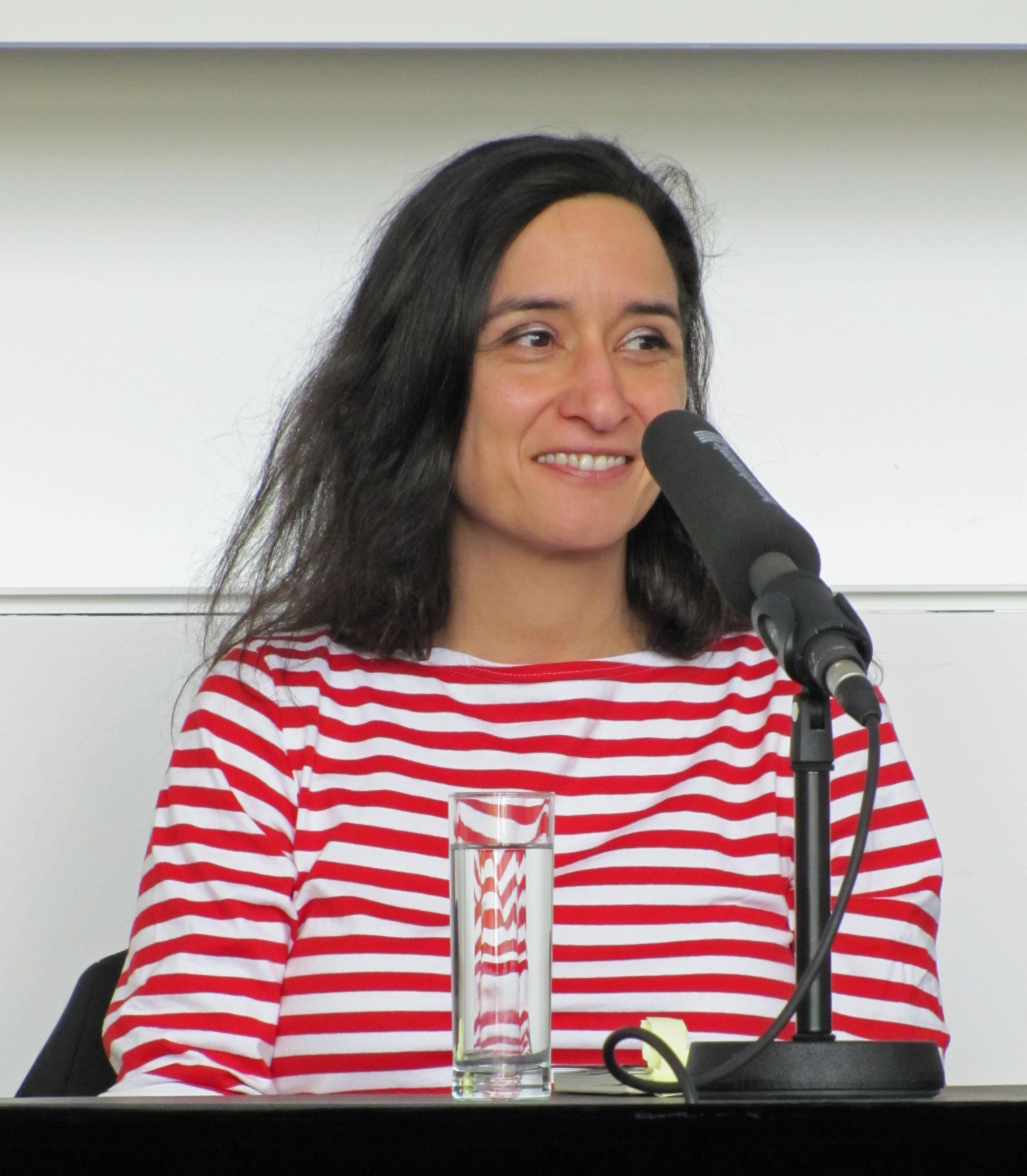
Arezu Weitholz 2010

Arezu Weitholz (* 1968) ist eine deutsche Journalistin und Autorin.

## Biografie
Arezu Weitholz wuchs in einem Dorf in Niedersachsen auf. Nach dem Abitur absolvierte Weitholz eine Ausbildung als Bankkauffrau und studierte anschließend einige Semester Wirtschaftswissenschaft in Hannover.
Anfang der 1990er Jahre begann sie als Journalistin beim Hamburger Magazin Max zu arbeiten. Ab 1996 lebte sie ein Jahr lang in Südafrika und jobbte dort als Diskjockey. 1997 zog sie nach München und war zunächst Redakteurin beim SZ-Magazin und danach bei Spiegel Spezial. In London lebend schrieb sie ab dem Jahr 2000 verschiedene Publikationen für die Süddeutsche Zeitung, den Stern, Allegra, Gentlemen’s Quarterly und die Frankfurter Allgemeine Sonntagszeitung.
Bei einem Interview lernte sie Herbert Grönemeyer kennen, der sie als Lektorin für seine Texte heranzog. Arezu Weitholz redigierte die Lyrik für das Album Mensch und beriet Grönemeyer bei der Dramaturgie. Seitdem arbeitet sie mit ihm als Co-Autorin und Textdramaturgin zusammen. Beim Theaterstück Leonce und Lena, den Liedern Komm zur Ruhr, Spur, Lass es uns nicht regnen, Taufrisch und Das ist los von Herbert Grönemeyer war sie Co-Autorin. Ebenfalls ist Weitholz auch für Udo Lindenberg, Adel Tawil, Madsen, 2raumwohnung und Die Toten Hosen tätig. Bei Was hat die Zeit mit uns gemacht vom Album Stark wie zwei von Udo Lindenberg, bei Ich bin die Sehnsucht in dir vom Album Zurück zum Glück und Ertrinken aus dem Album In aller Stille von Die Toten Hosen und bei Mein Herz bleibt hier vom Album Labyrinth von Madsen sowie Leuchttürme sowie bei Keiner und Bumm! Bumm! Bumm! vom Album Lichtjahre war sie Co-Autorin, bei Baut wieder auf alleinige Autorin.
Mit Adel Tawil schrieb sie für sein Album Lieder die Titel Paradies und Immer da. Mit 2raumwohnung schrieb Weitholz die Lieder Bei Dir bin ich schön und Wunderbare Tage vom Album Achtung fertig. Ihr Gedicht Der Kochfisch wurde von der österreichischen Sängerin Valérie Sajdik vertont und erschien auf deren Album Ich bin Du bist.
Der erste Band mit gesammelten Fischgedichten von Arezu Weitholz wurde im März 2010 veröffentlicht. Das Buch mit eigenen Illustrationen der Autorin ging bereits Mitte des Jahres in die zweite Auflage. Weitholz' Lyrik wird mit der von Joachim Ringelnatz und Robert Gernhardt verglichen. Ein zweiter Gedichtband Merry Fishmas – 44 Fischgedichte fürs Fest erschien im Oktober 2010, der dritte Ein Fisch wird kommen – Kleine Fischkunde mit Gedichten im Juni 2013. Ihr erster Roman mit dem Titel Wenn die Nacht am stillsten ist wurde im September 2012 veröffentlicht. 2013 erschienen zwei ihrer Gedichte in der Anthologie Gefischtes, die zusammen mit dem Verein Freunde und Förderer des Detlefsen-Museums und Catharina Berents herausgegeben wurde.
2016 illustrierte Weitholz das Cover für das Buch Wo die Liebe hinfährt von Maria Rossbauer und Johannes Gernert. Eine Gesamtausgabe der besten Fischgedichte Der Fisch ist ein Gedicht erschien im Juli 2017.
Nach mehreren Recherchereisen, die sie zwischen 2017 und 2020 in die grönländische und kanadische Arktis führten, erschien 2020 die Erzählung Beinahe Alaska. Für diese Erzählung erhielt Arezu Weitholz am 20. März 2022 in Neumünster den Hans-Fallada-Preis. In der Jurybegründung hieß es „Beinahe Alaska ist eine berückend schöne, an Wasser und Wolken reiche Schilderung einer Expeditionskreuzfahrt durch die Nordwestpassage … Weitholz hat einen Text geschrieben, der vieles ausspart, weglässt, allenfalls andeutet und dem es auf diese Weise gelingt, nicht nur einen klar umrissenen Weltausschnitt zu zeigen, sondern diesen in großer Schlichtheit und Ruhe auch durchlässig zu machen für existentielle Fragen.“ In seiner Laudatio vergleicht Edo Reents den norddeutschen Ton mit dem von Walter Kempowski und resümiert: „Wer von Literatur erwartet, dass in ihr letzte Fragen zur Sprache kommen, sie sich aber mit einer Antwort klugerweise zurückhält, ist hier genau richtig“.
Im Jahr 2022 konzipierte und verfasste sie mit „Zu Mensch“ das erste von Herbert Grönemeyer autorisierte Buch über seine Arbeit. Es wurde von der Berliner Illustratorin Katrin Funcke illustriert und erzählt die Entstehungsgeschichte des Albums Mensch.
Arezu Weitholz lebt in Berlin und Schleswig-Holstein.

## Auszeichnungen
- 2022: Hans-Fallada-Preis für Beinahe Alaska[12]

## Werke
- mit Katrin Funcke: Zu Mensch. Skizzen und Blicke zurück auf Herbert Grönemeyers Album »Mensch«. Illustrationen von Katrin Funcke. Antje Kunstmann, München 2022, ISBN 978-3-95614-529-2.

### Romane
- Wenn die Nacht am stillsten ist. Verlag Antje Kunstmann, München 2012, ISBN 978-3-88897-775-6.
- Beinahe Alaska. mareverlag, Hamburg 2020, ISBN 978-3-86648-640-9.
- Hotel Paraiso. mareverlag, Hamburg 2024, ISBN 978-3-86648-744-4.

### Gedichte
- Mein lieber Fisch – Vierundvierzig Fischgedichte, weissbooks.w, 2010, ISBN 978-3-940888-51-8.
- Merry Fishmas – 44 Fischgedichte fürs Fest, weissbooks.w, 2010, ISBN 978-3-940888-65-5.
- Ein Fisch wird kommen – Kleine Fischkunde mit Gedichten. Verlag Antje Kunstmann, München 2013, ISBN 978-3-88897-866-1.
- Joachim Ringelnatz, Christian Morgenstern, Arezu Weitholz: Gefischtes: Gedichte, die auf der Zunge zergehen, Schwarze Kunst, Hamburg 2013, ISBN 978-3-927840-44-7.
- Der Fisch ist ein Gedicht. Beste Fischgedichte. Verlag Antje Kunstmann, München 2017, ISBN 978-3-95614-199-7.

### Übersetzungen
- Beth Griffenhagen, Cynthia Vehslage Meyers: Bei aller Liebe… 72 Haiku, Sanssouci Verlag, 2012, ISBN 978-3-8363-0322-4.

### Illustrationen
- Maria Rossbauer, Joachim Gernert: Wo die Liebe hinfährt, Rowohlt Verlag, 2016, ISBN 978-3-499-27057-4.